# Lijst van Surinaamse componisten
Dit is een lijst van Surinaamse componisten. De lijst is inclusief componisten in de Surinaamse diaspora. De lijst is beperkt tot componisten met een artikel op Wikipedia en die muziek hebben geschreven in de westerse klassieke muziekstijl, ook wel kunstmuziek genoemd. Dat kan een muziekvorm zijn zoals een opera of een bepaalde bezetting zoals een symfonieorkest of kamermuziekensemble. 

## A
- Christiaan Hermanus Cornelis Alvares
- Cor Anijs

## C
- Theodor Neumann Cordua

## D
- Johan Victor Dahlberg

## H
- Majoie Hajary
- Johannes Nicolaas Helstone

## K
- Atma Kenswil

## L
- Lou Lichtveld
- Martin Lo-A-Njoe

## S
- René Samson
- Eddy Snijders
- Herman Snijders

## V
- Eddy Vervuurt